# Evidencia admisible
Una evidencia admisible o prueba admisible, en un tribunal de justicia, es cualquier testimonio, prueba documental, o evidencia tangible que pueda ser presentada ante un juez o jurado-para establecer o reforzar un punto presentado por una parte en el procedimiento.  Para que una prueba sea admisible, debe ser relevante y «no excluida por las reglas de la prueba», lo que generalmente significa que no debe ser injustamente perjudicial, y debe tener algún indicio de fiabilidad. La regla general en materia de pruebas es que todas las pruebas pertinentes son admisibles y todas las pruebas irrelevantes son inadmisibles, aunque algunos países (como  Estados Unidos y, en cierta medida, Australia) prohíben a la acusación explotar pruebas obtenidas en violación del derecho constitucional, con lo que las pruebas pertinentes resultan inadmisibles. Esta regla de la prueba se denomina regla de exclusión.  En Estados Unidos, esto se llevó a cabo a nivel federal en 1914 en el caso Corte Suprema Weeks contra Estados Unidos y se incorporó contra los estados en 1961 en el caso Mapp contra Ohio. En ambos casos, las fuerzas del orden llevaron a cabo registros sin orden judicial en los domicilios de los demandantes, describiéndose pruebas incriminatorias en su interior. La conciencia de culpabilidad (declaraciones engañosas o acciones evasivas realizadas por un acusado tras la comisión de un delito u otro acto ilícito se consideran pruebas de una conciencia culpable) es una prueba admisible.

## Criterios

### Relevancia
Para que una prueba sea admisible, debe tender a probar o refutar algún hecho controvertido en el proceso. Sin embargo, si la utilidad de esta prueba se ve contrarrestada por su tendencia a provocar que la persona encargada de determinar los hechos desapruebe a la parte contra la que se presenta por alguna razón no relacionada, no es admisible.  Además, ciertas consideraciones de orden público impiden la admisión de pruebas que de otro modo serían pertinentes.

### Fiabilidad
Para que una prueba sea lo suficientemente admisible como para ser admitida, la parte que la presenta debe ser capaz de demostrar que la fuente de la prueba hace que lo sea.  Si la prueba consiste en el testimonio de un testigo, la parte que la presenta debe sentar las bases de la credibilidad y los conocimientos del testigo. Los testimonios de oídas suelen quedar excluidos por su falta de fiabilidad.  Si la prueba es documental, la parte que la presenta debe poder demostrar que es auténtica, y debe poder demostrar la cadena de custodia desde el autor original hasta el poseedor actual.  El juez desempeña un papel de «guardián» a la hora de excluir testimonios poco fiables.  El Tribunal Supremo de los Estados Unidos abordó por primera vez el requisito de fiabilidad de los peritos en el histórico caso Daubert contra Merrell Dow Pharmaceuticals, Inc.. El Tribunal estableció cuatro factores no excluyentes que los tribunales de primera instancia pueden tener en cuenta a la hora de evaluar la fiabilidad de los expertos científicos:  (1) si la evidencia científica ha sido probada y la metodología con la que ha sido probada; (2) si la evidencia ha sido sometida a revisión por pares o publicación; (3) si se conoce una tasa potencial de error; y (4) si la evidencia es generalmente aceptada en la comunidad científica. Kumho Tire Co., Ltd. v. Carmichael amplió posteriormente el análisis Daubert para incluir todos los testimonios de expertos. Influye en el veredicto del tribunal.

### Problemas de admisibilidad de las pruebas en regímenes no democráticos
En algunos sistemas jurídicos no democráticos, los tribunales funcionan de hecho como órganos de quienes detentan el poder, y las normas sobre pruebas están diseñadas para favorecer sus intereses.